# Chloe Jones
Melinda Dee Jones conocida como Chloe Jones (Houston, Texas, 17 de junio de 1975–Ib., 4 de junio de 2005) fue una modelo erótica y actriz pornográfica estadounidense.

## Vida y carrera
Chloe Jones, fue criada en Silsbee, Texas. Después de graduarse de la Silsbee High School en 1994, se transformó en actriz porno. Jones fue "Pet of the Month" en la revista Penthouse en el mes de abril de 1998. Filmó su primera película para adultos en 2001 y se retiró de la industria del porno en 2004. Durante este corto tiempo, rodó más de 70 películas. Jones ganó mucha fama como actriz porno y era una figura muy conocida en el mundo de los adultos a la hora de su retiro.
Chloe sufrió de múltiples fracturas en un brazo en enero de 2000. También sufría, según se informa, de epilepsia,[cita requerida] no obstante esto fue desmentido por sus hermanas.
Después de debutar en la industria del hardcore, firmó un contrato exclusivo con la compañía productora de películas para adultos New Sensations, seguido por otro contrato con Vivid Entertainment Group. Ninguna de sus dos asociaciones fue duradera, esto según los rumores, por la «difícil naturaleza» de Jones.[cita requerida]

## Fallecimiento
Antes de que Jones pudiera hacer su reaparición, su salud comenzó a deteriorarse; murió dos semanas antes de cumplir su trigésimo cumpleaños. Muy poca información sobre su muerte fue revelada al público. La causa oficial de su muerte fue atribuida a un problema hepático. A Jones le sobrevivieron su esposo, su hija de 9 años, sus hijos gemelos de 8 años, su madre Donna y su hermana mayor Michelle. Sus restos fueron depositados en el cementerio, Woodlawn Garden of Memories, en Houston, Texas.